# 22-я гвардейская истребительная авиационная дивизия
22-я гвардейская истребительная авиационная Кировоградская ордена Ленина Краснознамённая ордена Кутузова дивизия — воинское соединение вооружённых СССР в Великой Отечественной войне.

## История
- Создана путём преобразования 205-й истребительной авиационной дивизии сформированной 12 мая 1942 года на базе Военно-Воздушных Сил 13-й и 40-й армий.[1]

Была включена во 2-ю воздушную армию Брянского фронта.

### Боевой путь
- За проявленные в боях с немецко-фашистскими захватчиками высокое лётное мастерство, организованность и героизм личного состава 27 октября 1944 года дивизия была преобразована в 22-ю гвардейскую истребительную авиационную дивизию.
- Отважно сражались лётчики-гвардейцы дивизии в составе 6-го гвардейского истребительного авиационного корпуса (бывший 7-й иак) в наступательных операциях войск 1-го Украинского фронта в 1945 году, за что дивизия была награждена орденом Красного Знамени и орденом Кутузова 2-й степени (19 февраля 1945 года).
- В Берлинской операции прикрывала соединения 4-й гвардейской танковой, 5-й гвардейской и 13-й армий.
- За высокое лётное мастерство, отвагу и героизм лётного состава при наступлении войск фронта и штурме Берлина награждена орденом Ленина (4 июня 1945 года).
- Приказом НКО № 0341 от 27 октября 1944 года 205-я истребительная авиационная Кировоградская дивизия переименована в 22-ю гвардейскую истребительную авиационную Кировоградскую дивизию.
- Около тысячи воинов награждены орденами и медалями, 17 лётчиков удостоены звания Героя Советского Союза.
- Завершила войну как 22-я гвардейская истребительная авиационная Кировоградская ордена Ленина Краснознамённая ордена Кутузова дивизия.

## Состав дивизии
За весь период своего существования боевой состав дивизии претерпевал изменения, в различное время в её состав входили полки:
| Период                  | Наименование                                      |
| ----------------------- | ------------------------------------------------- |
| 27.10.1944 — 12.03.1947 | 129-й гвардейский истребительный авиационный полк |
| 27.10.1944 — 14.03.1947 | 212-й гвардейский истребительный авиационный полк |
| 27.10.1944 — 12.03.1947 | 213-й гвардейский истребительный авиационный полк |
| 28.12.1945 — 10.03.1947 | 67-й гвардейский истребительный авиационный полк  |

## Подчинение
- С 27 октября 1944 года и до окончания Великой Отечественной войны в составе 6-го гвардейского истребительного авиационного корпуса 2-й воздушной армии 1-го Украинского фронта.

## Командование
- Подполковник (с 1 июля 1942 года полковник) Савицкий, Евгений Яковлевич — с 12 мая 1942 года по 12 ноября 1942 года.
- Полковник Немцевич, Юрий Александрович — с 13 ноября 1942 года по 28 апреля 1944 года.
- Подполковник Горегляд, Леонид Иванович — с 29 апреля 1944 года по 1 июня 1944 года.
- Полковник Мачин, Михаил Григорьевич — с 2 июня 1944 года по 15 августа 1944 года. Назначен на должность командира 5-го истребительного авиационного корпуса.
- Подполковник Горегляд, Леонид Иванович — с 16 августа 1944 года до конца войны.

## Участие в операциях и битвах
- Карпатско-Дуклинская операция — с 27 октября 1944 года по 28 октября 1944 года.
- Висло-Одерская операция — с 12 января 1945 года по 3 февраля 1945 года.
- Сандомирско-Силезская операция — с 12 января 1945 года по 3 февраля 1945 года.
- Нижне-Силезская операция — с 8 февраля 1945 года по 24 февраля 1945 года.
- Воздушная блокада Бреслау — с 23 февраля 1945 года по 6 мая 1945 года.
- Верхне-Силезская операция — с 15 марта 1945 года по 31 марта 1945 года.
- Берлинская операция — с 16 апреля 1945 года по 8 мая 1945 года.
- Пражская операция — с 6 мая 1945 года по 11 мая 1945 года.

## Награды и наименования
| Награда                                | Дата         | За что получена |
| -------------------------------------- | ------------ | --- |
| Гвардейская                            | 27.10.1944г. | За проявленные в боях мужество и высокое лётное мастерство, организованность и героизм |
| почётное наименование «Кировоградская» | 08.01.1944г. | За успешные боевые действия и за вклад в освобождение Кировограда |
| Орден Ленина                           | 04.06.1945г. | За образцовое выполнение заданий командования в боях с немецкими захватчиками при овладении столицей Германии городом Берлин и проявленные при этом доблесть и мужество награждена орденом «Ленина» |
| Орден Красного Знамени                 | 19.02.1945г. | За проявленные в боях мужество и высокое лётное мастерство, организованность и героизм |
| Орден Кутузова II степени              | 19.02.1945г. | За проявленные в боях мужество и высокое лётное мастерство, организованность и героизм |

Почётные наименования полков
- Приказом НКО № 0275 от 10 августа 1944 года на основании Приказа ВГК№ 156 от 28 июля 1944 года 438-му истребительному авиационному полку присвоено почётное наименование «Ярославский».
- Приказом НКО № 0295 от 1 сентября 1944 года на основании приказа ВГК № 167 от 18 августа 1944 года 129-му гвардейскому истребительному авиационному полку присвоено почётное наименование «Сандомирский».
- Приказом НКО № 0295 от 1 сентября 1944 года на основании Приказа ВГК № 167 от 18 августа 1944 года 129-му гвардейскому истребительному авиационному полку присвоено почётное наименование «Сандомирский».
- Приказом НКО № 060 от 5 апреля 1945 года на основании Приказа ВГК № 273 от 11 февраля 1945 года 213-му гвардейскому истребительному авиационному полку присвоено почётное наименование «Одерский».
- Приказом НКО № 293 от 9 октября 1943 года 27-й истребительный авиационный полк переименован в 129-й гвардейский истребительный авиационный полк.
- Приказом НКО № 0341 от 27 октября 1944 года 438-й «Ярославский» истребительный авиационный полк переименован в 212-й гвардейский «Ярославский» истребительный авиационный полк.
- Приказом НКО № 0341 от 27 октября 1944 года 508-й истребительный авиационный полк переименован в 213-й гвардейский истребительный авиационный полк

Награды полков:
- Указом Президиума Верховного Совета СССР от 26 мая 1945 года 129-й гвардейский Сандомирский истребительный авиационный полк награждён орденом Александра Невского.
- Указом Президиума Верховного Совета СССР от 9 августа 1944 года 508-й истребительный авиационный полк награждён орденом Богдана Хмельницкого II степени.
- Указом Президиума Верховного Совета СССР от 5 апреля 1945 года 212-й гвардейский «Ярославский» истребительный авиационный полк награждён орденом Александра Невского.
- Указом Президиума Верховного Совета СССР от 26 мая 1945 года 213-й гвардейский «Одерский» истребительный авиационный полк награждён орденом Александра Невского.
- Указом Президиума Верховного Совета СССР от 4 июня 1945 года 129-й гвардейский Сандомирский ордена Александра Невского истребительный авиационный полк награждён орденом Богдана Хмельницкого II степени.
- Указом Президиума Верховного Совета СССР от 4 июня 1945 года 213-й гвардейский «Одерский» ордена Александра Невского истребительный авиационный полк награждён орденом Богдана Хмельницкого II степени.

## Благодарности Верховного Главнокомандующего

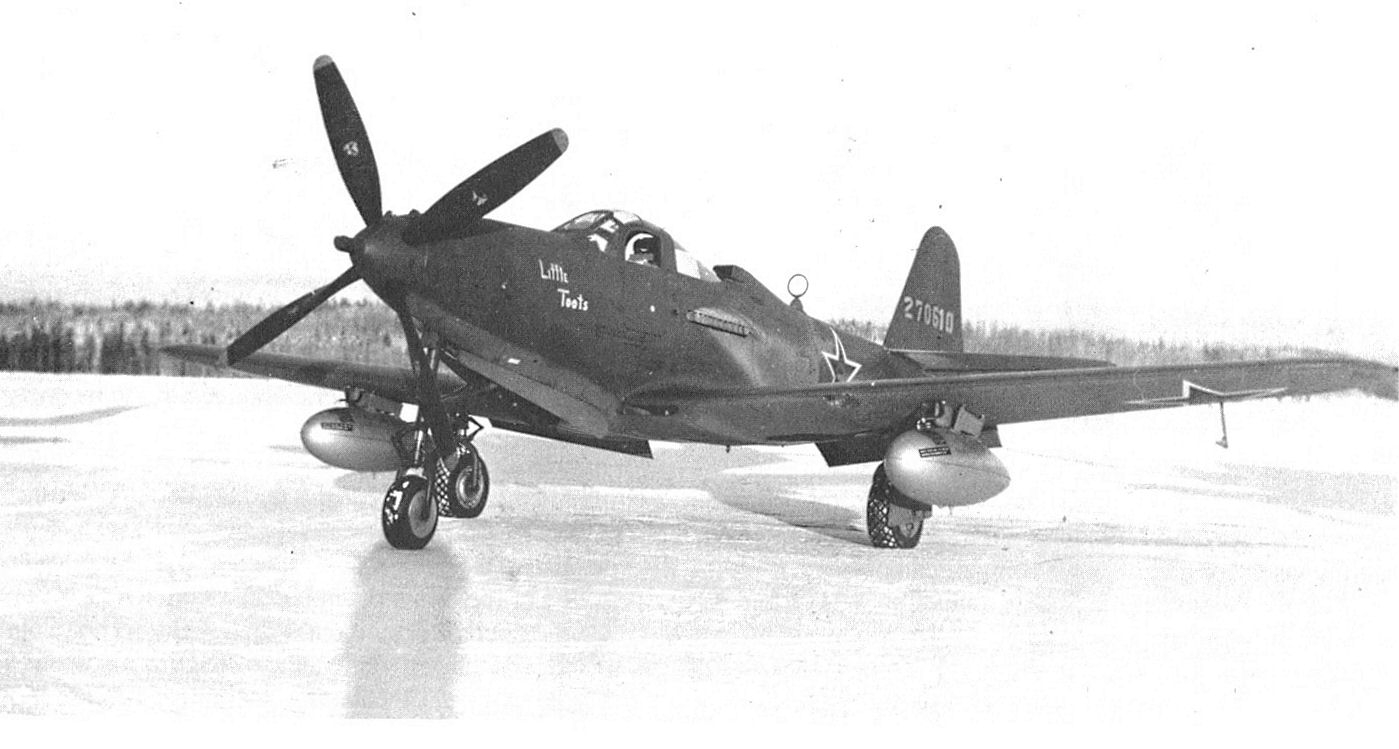
Bell P-63 Кингкобра

Верховным Главнокомандующим дивизии объявлены благодарности:
- За освобождение города Кировоград[6]
- За овладение городами Оппельн, Равич и Трахенберг[7]
- За разгром окружённой группировки противника юго-западнее Оппельна и овладении в Силезии городами Нойштадт, Козель, Штейнау, Зюльц, Краппитц, Обер-Глогау, Фалькенберг[8]
- За ликвидацию группы немецких войск, окружённой юго-восточнее Берлина[9]

## Отличившиеся воины
Герои Советского Союза:
- Гулаев Николай Дмитриевич, капитан, командир эскадрильи 129-го гвардейского истребительного авиационного полка 205-й истребительной авиационной дивизии 7-го истребительного авиационного корпуса 5-й воздушной армии 1 июля 1944 года удостоен звания Дважды Герой Советского Союза. Золотая Звезда № н/д
- Архипенко Фёдор Фёдорович, майор, помощник командира 129-го гвардейского истребительного авиационного 22-й гвардейской истребительной авиационной дивизии 6-го гвардейского истребительного авиационного корпуса 2-й воздушной армии 27 июня 1945 года удостоен звания Герой Советского Союза. Золотая Звезда № 4820
- Бекашонок Михаил Васильевич, капитан, помощник командира 129-го гвардейского истребительного авиационного полка по воздушно-стрелковой службе 22-й гвардейской истребительной авиационной дивизии 6-го гвардейского истребительного авиационного корпуса 2-й воздушной армии 27 июня 1945 года удостоен звания Герой Советского Союза. Золотая Звезда № 6556
- Бобров Владимир Иванович, командир 129-го гвардейского истребительного авиационного полка 22-й гвардейской истребительной авиационной дивизии, Указом Президента СССР от 20 марта 1991 года за «мужество и воинскую доблесть, проявленные в годы Великой Отечественной войны» посмертно был удостоен звания Героя Советского Союза. Орден Ленина и медаль «Золотая Звезда» № 11645 были вручены родным[10].
- Глотов Николай Иванович, младший лейтенант, командир звена 129-го гвардейского истребительного авиационного полка 22-й гвардейской истребительной авиационной дивизии 6-го гвардейского истребительного авиационного корпуса 2-й воздушной армии 27 июня 1945 года удостоен звания Герой Советского Союза. Золотая Звезда № 7874
- Горегляд Леонид Иванович, подполковник, командир 22-й гвардейской истребительной авиационной дивизии 6-го гвардейского истребительного авиационного корпуса 2-й воздушной армии 23 февраля 1948 года удостоен звания Герой Советского Союза. Золотая Звезда № 8307
- Егоров Алексей Александрович, капитан, штурман 212-го гвардейского истребительного авиационного 22-й гвардейской истребительной авиационной дивизии 6-го гвардейского истребительного авиационного корпуса 2-й воздушной армии 27 июня 1945 года удостоен звания Герой Советского Союза. Золотая Звезда № 6558
- Карлов Валентин Андреевич, старший лейтенант, штурман эскадрильи 129-го гвардейского истребительного авиационного полка 22-й гвардейской истребительной авиационной дивизии 6-го гвардейского истребительного авиационного корпуса 2-й воздушной армии 27 июня 1945 года удостоен звания Герой Советского Союза. Золотая Звезда № 7998
- Кожевников Анатолий Леонидович, майор, заместитель командира 212-го гвардейского истребительного авиационного 22-й гвардейской истребительной авиационной дивизии 6-го гвардейского истребительного авиационного корпуса 2-й воздушной армии 27 июня 1945 года удостоен звания Герой Советского Союза. Золотая Звезда № 6557
- Лусто Михаил Васильевич, старший лейтенант, командир эскадрильи 129-го гвардейского истребительного авиационного полка авиационного 22-й гвардейской истребительной авиационной дивизии 6-го гвардейского истребительного авиационного корпуса 2-й воздушной армии 27 июня 1945 года удостоен звания Герой Советского Союза. Золотая Звезда № 7905
- Мариинский Евгений Пахомович, старший лейтенант, командир звена 129-го гвардейского истребительного авиационного полка 22-й гвардейской истребительной авиационной дивизии 6-го гвардейского истребительного авиационного корпуса 2-й воздушной армии 27 июня 1945 года удостоен звания Герой Советского Союза. Золотая Звезда № 7918
- Никифоров Пётр Павлович, капитан, штурман 129-го гвардейского истребительного авиационного полка 22-й гвардейской истребительной авиационной дивизии 6-го гвардейского истребительного авиационного корпуса 2-й воздушной армии 27 июня 1945 года удостоен звания Герой Советского Союза. Золотая Звезда № 8045
- Свистунов Анатолий Иванович, капитан, командир эскадрильи 213-го гвардейского истребительного авиационного полка 22-й гвардейской истребительной авиационной дивизии 6-го гвардейского истребительного авиационного корпуса 2-й воздушной армии 27 июня 1945 года удостоен звания Герой Советского Союза. Золотая Звезда № 6586
- Стройков Николай Васильевич, старший лейтенант, командир эскадрильи 213-го гвардейского истребительного авиационного полка 22-й гвардейской истребительной авиационной дивизии 6-го гвардейского истребительного авиационного корпуса 2-й воздушной армии 27 июня 1945 года удостоен звания Герой Советского Союза. Золотая Звезда № 7905
- 4 февраля 1943 года Новиков, Алексей Иванович, капитан, командир эскадрильи 17-го истребительного авиационного полка. Золотая Звезда № 782.
- Гулаев, Николай Дмитриевич, старший лейтенант, заместитель командира эскадрильи 27-го истребительного авиационного полка 205-й истребительной авиационной дивизии 28 сентября 1943 года удостоен звания Герой Советского Союза. Золотая Звезда № 1497.
- Сергов Алексей Иванович, штурман 508-го истребительного авиационного полка 205-й истребительной авиационной дивизии 5-го истребительного авиационного корпуса 2-й воздушной армии, майор, 28 сентября 1943 года удостоен звания Герой Советского Союза. Золотая Звезда № 1496.
- Делегей Николай Куприянович, майор, командир 508-го истребительного авиационного полка 205-й истребительной авиационной дивизии 7-го истребительного авиационного корпуса 5-й воздушной армии 1 июля 1944 года удостоен звания Герой Советского Союза. Золотая Звезда № 4280.
- Михалёв Василий Павлович, старший лейтенант, командир эскадрильи 508-го истребительного авиационного полка 205-й истребительной авиационной дивизии 7-го истребительного авиационного корпуса 5-й воздушной армии 1 июля 1944 года удостоен звания Герой Советского Союза. Золотая Звезда № 4430.
- Чепинога Павел Иосифович, командир эскадрильи 508-го истребительного авиационного полка 205-й истребительной авиационной дивизии 7-го истребительного авиационного корпуса 5-й воздушной армии 26 октября 1944 года удостоен звания Герой Советского Союза. Золотая Звезда № 4606.
- Оборин Александр Васильевич, подполковник, командир 438-го истребительного авиационного полка 205-й истребительной авиационной дивизии 7-го истребительного авиационного корпуса 2-й воздушной армии 10 апреля 1945 года удостоен звания Герой Советского Союза. Посмертно.

## Расформирование дивизии
22-я гвардейская истребительная авиационная Кировоградская ордена Ленина Краснознамённая ордена Кутузова дивизия 12 марта 1947 года была расформирована